# 4226 Даміяан
4226 Даміяан (4226 Damiaan) — астероїд головного поясу, відкритий 1 вересня 1989 року.
Тіссеранів параметр щодо Юпітера — 3,244.